# Richard Cromwell
Richard Cromwell, angleški državnik, drugi in zadnji lord protektor Skupnosti Anglije, Škotske in Irske ter sin prvega lorda protektorja, Oliverja Cromwella, * 4. oktober 1626, Huntingdon, Huntingdonshire, Cambridgeshire, † 12. julij 1712, Cheshunt, Hertfordshire.
1. 1 2  data.bnf.fr: platforma za odprte podatke — 2011.
2. 1 2  Morrill J. S. Encyclopædia Britannica